# Bataille de Summit Point
Guerre de Sécession
Batailles
- Guard Hill
- Summit Point
- Smithfield Crossing
- Berryville
- 3e Winchester
- Fisher's Hill
- Tom's Brook
- Cedar Creek

La bataille de Summit Point, aussi connue comme de Flowing Springs ou Cameron's Depot, est une bataille indécise de la guerre de Sécession livrée le 21 août 1864, près de Summit Point, en Virginie-Occidentale.
La bataille fait partie de la campagne de la vallée de la Shenandoah du major général de l'Union Philip Sheridan qui a eu lieu entre août et décembre 1864. Alors que Sheridan concentre son armée près de Charles Town, le lieutenant général confédéré Jubal A. Early et le major général Richard H. Anderson attaquent les forces de l'Union avec des colonnes convergeant le 21 août. Anderson se heurte au nord à la cavalerie de l'Union à Summit Point. Les forces de l'Union combattent efficacement lors d'actions dilatoires, retraitant près de Halltown le lendemain. La bataille fait environ 1 000 blessés.

## Contexte
Alors que le major général Sheridan se trouve à Charles Town après la bataille de Guard Hill, le lieutenant général Eraly recule d'abord vers Winchester puis avance avec trois colonnes vers les troupes de l'Union en direction de Martinsburg ; ainsi les divisions de Rodes, Ramseur, Anderson et Fitzhugh Lee  convergent vers Charles Town. Les troupes de Sheridan sont placées sur des positions avantageuses à 3,2 kilomètres (2 mi) de la ville près de Summit Point. Le VIe corps tient la droite, le VIIIe corps est au centre et le XIXe corps sur la gauche. La colonne du major général Anderson arrivent vers Summit Point et doit rejoindre Early.

## Bataille
Vers 8 heures du matin, une partie des colonnes d'Early attaquent les tirailleurs de la cavalerie sur la droite et la gauche du dispositif. Une fois que les cavaliers ont été délogés, le corps principal confédéré progresse sur la droite de l'Union. Il repousse avec une petite force la cavalerie de Wilson hors de sa position à Summit Point avec de lourdes pertes. Une brigade perd à elle seule 300 hommes. Après la dispersion de la cavalerie, les confédérés se heurtent, avec quelques brigades, au VIe corps et à la droite du VIIIe corps sous des tirs soutenus de l'artillerie.
Pendant ce temps, la cavalerie a reflué sur Charlestown et après avoir mis pied à terre, elle établit des parapets. Néanmoins, les combats se poursuivent sur la droite jusqu'à la nuit. Le VIe corps se lance à l'assaut des tirailleurs confédérés et les repousse jusqu'à ce qu'il atteigne la ligne de combat confédérée.  

## Conséquences
À la tombée de la nuit, le VIe corps se retire, après une journée d'escarmouche sur ses positions initiales. Le tir de l'artillerie se poursuit tard dans la nuit. Les pertes de l'Union sont estimées à 600 hommes et celles des confédérés un peu inférieures, s'élevant à 400 hommes. Les troupes de l'Union se retirent ensuite vers Bolivar Heights.

## Mémoire
Il y a une marque historique en béton placé à l'endroit de la bataille sans texte explicatif.

## Galerie

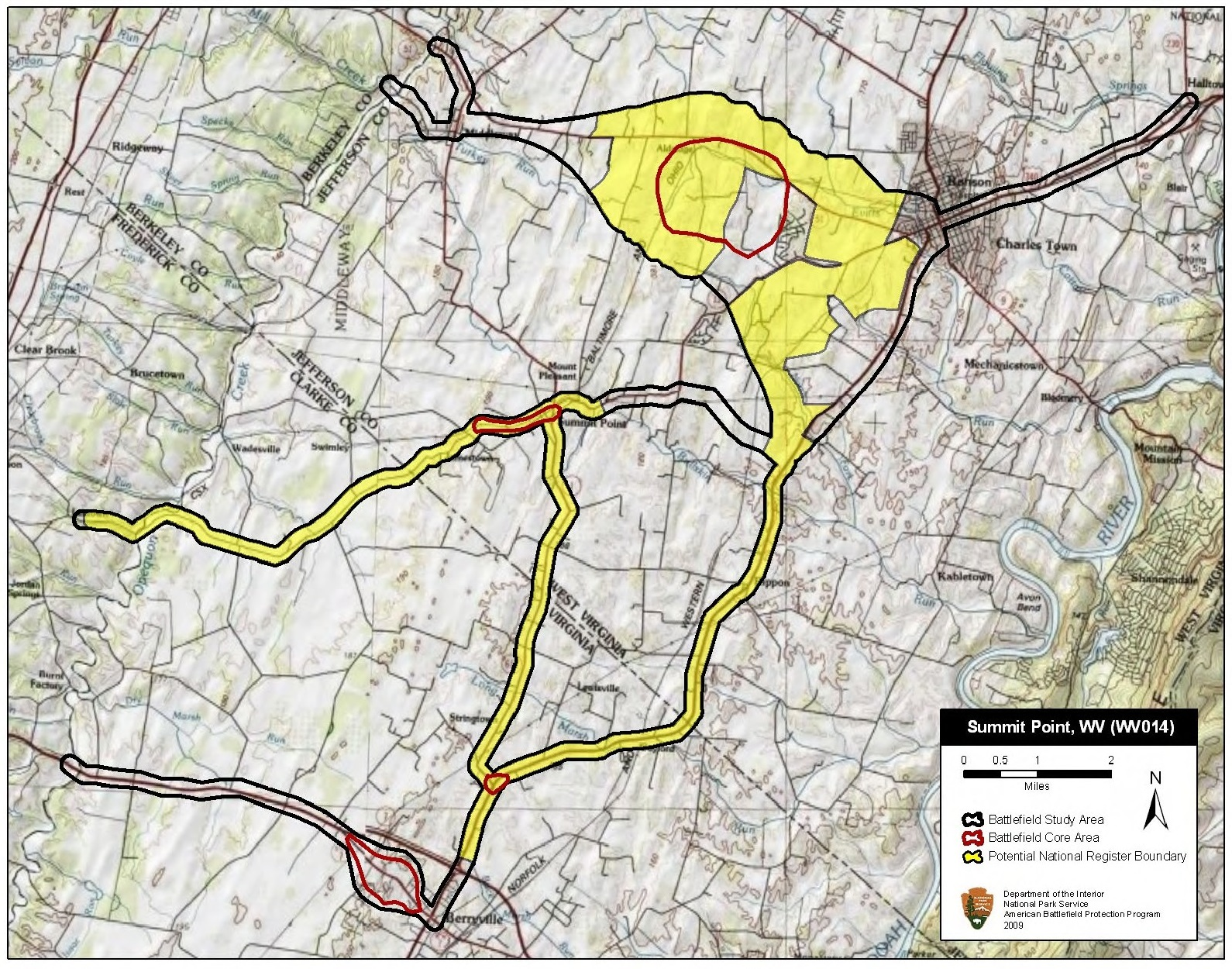
Carte du champ de bataille et des zones d'étude par le programme de protection des champs de bataille américains.